# Sint-Lambertuskerk (Leefdaal)

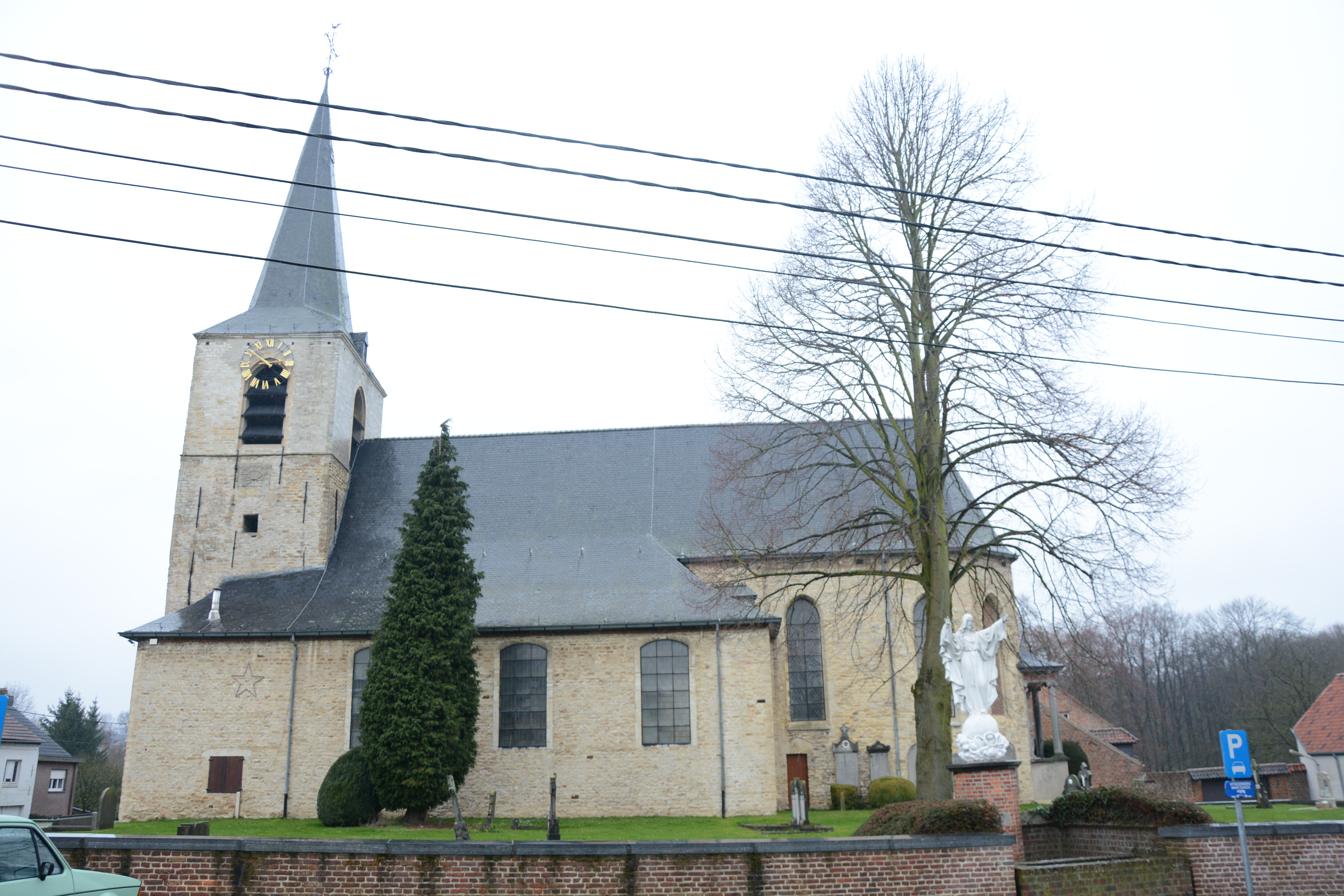
Sint-Lambertuskerk

De Sint-Lambertuskerk is de parochiekerk van de tot de Vlaams-Brabantse gemeente Bertem behorende plaats Leefdaal, gelegen aan de Dorpstraat.

## Geschiedenis
Een legende beweert dat de oorspronkelijke kerkeind 7e eeuw zou zijn ingewijd door Sint-Hubertus. Omstreeks 1100 werd het patronaatsrecht van de kerk geschonken aan de Abdij van Affligem. Hier stond een romaanse basilicale kerk van omstreeks 1200. Deze had een westtoren, een driebeukig schip en een door een halfronde apsis afgesloten koor.
In 1524 werd de toren verhoogd. Omstreeks 1556 werd het koor verlengd en werd het schip van nieuwe pilaren voorzien. In de 18e eeuw werd de westtoren ingebouwd. In de 19e eeuw werd in de toren een neogotisch portaal aangebracht.

## Gebouw
De driebeukige kerk is gebouwd in uit de streek afkomstige kalkzandsteen. In de zuidgevel bevindt zich een stenen zonnewijzer van 1639. De kerk heeft een driezijdig afgesloten koor en tegen de oostelijke muur bevindt zich een 18e-eeuws calvarie.
De kerk wordt omringd door een kerkhof dat weliswaar ontruimd is maar waarvan de belangrijkste grafstenen nog behouden zijn.

## Interieur
Gaspar de Crayer vervaardigde in 1662 het schilderij: Bekering van Sint-Hubertus. Het barokaltaar is uit de 2e helft van de 17e eeuw. Lambrisering, biechtstoel, preekstoel en communiebanken zijn 18e-eeuws.